# Mart Poom
Mart Poom est un footballeur estonien né le 3 février 1972 à Tallinn en RSS d'Estonie.
Il était un pilier de l'équipe d'Estonie avec laquelle il compte 120 sélections. Il est actuellement dans le staff technique d'Arsène Wenger à Arsenal où il s'occupe des gardiens de but.

## Biographie

### En club

#### Le début de carrière
Mart Poom fait ses premières armes dans le petit club de Tallinna Lõvid (« Les Lions de Tallinn ») débutant en équipe première en 1988. Durant cette saison, il dispute 20 rencontres. En 1989, il est transféré dans le club de SK Tallinna Sport et y reste trois saisons. À 20 ans, en 1992, il quitte le championnat estonien et traverse la mer Baltique pour rejoindre Kuopio et le club de KuPS où il ne joue que 9 rencontres. Un an plus tard, il retourne en Estonie pour jouer au FC Flora Tallinn, le meilleur club du pays durant les années 1990 avant de partir en Suisse pour signer au FC Wil, club de deuxième division. Disputant seulement 13 matches avec les Suisses, il est transféré durant l'été 1994, à Portsmouth qui évolue alors en Championship pour 200 000 livres. Recruté pour être la doublure du légendaire gardien de Pompey, Alan Knight (683 matches de 1978 à 2000), il ne joue que 7 matches (dont 4 matches seulement en championnat) avec Portsmouth en trois saisons. De 1995 à 1997, il est d'ailleurs prêté au FC Flora Tallinn où il dispute 14 matches. Il joue donc très peu avec Portsmouth mais ses performances avec la sélection estonienne attirent l'attention de Derby County qui décide de le recruter durant l'hiver 1996-1997 contre la somme de 500 000 livres.

#### Derby County
Poom fait ses débuts avec Derby County le 5 avril 1997 lors de l'historique victoire de son équipe à Old Trafford face au grand Manchester United d'Éric Cantona, futur champion d'Angleterre cette saison-là. Il encaisse deux buts ce jour-là mais les Rams parviennent à inscrire un but de plus pour une victoire 3 à 2 (avec un but mémorable de Paulo Wanchope). Très vite, l'Estonien devient l'un des joueurs préférés des supporters de Derby qui lui consacrent même un chant à sa gloire. À la fin de la saison 1999-2000, saison ou les Rams termine à une belle neuvième place, il se voit décerner le trophée Jack Stamps qui est décerné au meilleur joueur de l'équipe chaque saison par les supporters de Derby. À l'issue de la saison 2001-2002, les Rams sont relégués et Poom quitte Derby County en novembre 2002 pour le club de Sunderland. L'Estonien est alors considéré comme l'un des meilleurs gardiens du championnat.

#### Sunderland
Acheté 2,5 millions de livres par Sunderland malgré l'intérêt d'Everton, Mart Poom est blessé durant une partie de sa première saison au club ne disputant que 4 matches avec les Black Cats, qui à l'image de la mauvaise saison de son gardien estonien sont relégués en deuxième division. La saison 2003-2004 est l'une des meilleures de Poom dans sa carrière : remis de sa blessure, il dispute 43 matches et réussit même l'exploit de marquer un but le 20 septembre 2003 face au club de Derby County qui l'a révélé en Angleterre. À la 90e minute du match, et alors que Sunderland est mené 1-0, il monte sur un corner et inscrit de la tête le but égalisateur de son équipe,. Son équipe lutte pour la montée (sans toutefois y arriver) et Poom devient de nouveau l'un des chouchous des supporters, recevant de leur part le surnom de Poominator. La saison suivante est plus difficile pour l'Estonien qui, de nouveau est victime de blessures à répétition au genou. Il ne dispute que 11 matches en une saison et demie avant d'être prêté à Arsenal le dernier jour du marché des transferts le 31 août 2005.

#### Arsenal

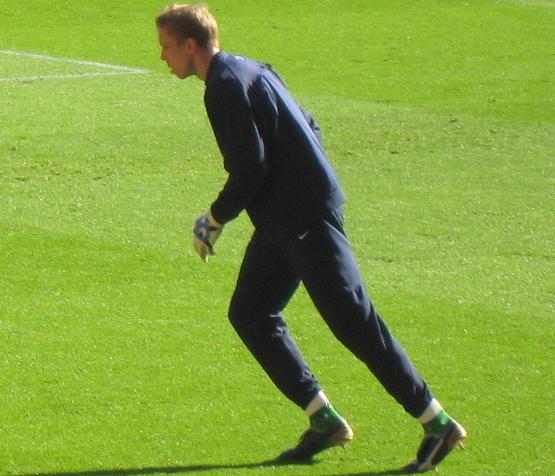
Poom à l'échauffement (Highbury, 2007).

Dans l'esprit d'Arsène Wenger, la situation est claire : Poom est recruté pour être la doublure de Jens Lehmann, voire le troisième gardien, l'Espagnol Manuel Almunia pouvant lui aussi prétendre à la place de gardien remplaçant. Finalement troisième choix du manager français, il ne dispute aucun match d'août 2005 à janvier 2006, date à laquelle il est officiellement cédé au club londonien. Malgré ce transfert, il ne joue aucune rencontre avec les Gunners jusqu'à la fin de saison 2005-2006. Sans jouer un seul match dans cette compétition, il obtient cette année-là la médaille récompensant la place de finaliste de son équipe en Ligue des champions (les 25 joueurs inscrits au début du tournoi sont récompensés). C'est la première fois qu'un Estonien est distingué dans la plus prestigieuse des Coupes d'Europe.
Il fait ses débuts avec Arsenal le 8 novembre 2006 à l'occasion d'un match de Coupe de la Ligue contre Everton (1-0), remplaçant Manuel Almunia sorti sur blessure à la mi-temps. Sa première et dernière apparition en championnat a lieu lors de l'ultime journée de la saison 2006-2007. Les Gunners affrontent ce jour-là Portsmouth (0-0). Au cours de l'été 2007, Wenger recrute le jeune Polonais Łukasz Fabiański poussant Poom vers la sortie. L'Estonien est alors transféré à Watford contre la somme de 100 000 euros pour deux saisons. 

#### Watford
À 35 ans, Mart Poom arrive à Watford dans la peau du titulaire pour remplacer Ben Foster, prêté par Manchester United et qui retourne dans son club. Malheureusement pour lui, il est rapidement supplanté par Richard Lee qui le force à s'asseoir sur le banc. Pendant deux ans, il joue rarement, disputant en tout et pour tout 19 rencontres sous le maillot des Hornets. Il joue finalement son dernier match le 20 septembre 2008 face à Reading (2-2). Au cours de cette rencontre, il se blesse gravement à un doigt ce qui a pour conséquence de lui faire manquer la totalité de la fin de la saison. Au terme de son contrat en juin 2009 et à l'âge de 37 ans, il décide d'arrêter sa carrière.

#### Reconversion
À la fin de sa carrière, en 2009, il entre dans le staff technique d'Arsenal ; il s'occupe de l'entraînement des gardiens, tâche dont il s'acquitte également avec la sélection estonienne depuis 2008.

### En sélection
Poom joue à 120 reprises pour la sélection estonienne et encaisse au total 193 buts. 
Il y fait ses débuts en 1992 à l'occasion d'un match amical face à la Slovénie (1-1) alors qu'il joue pour le club finlandais de KuPS. Il dispute son 120e et dernier match avec l'Estonie le 10 juin 2009 face au Portugal (0-0) lors d'une rencontre amicale.
En novembre 2003, il est élu meilleur joueur estonien des cinquante dernières années par la fédération estonienne de football.
Lorsqu'il arrête sa carrière professionnelle, Mart Poom est le 3e joueur estonien le plus capé, après Martin Reim (157 sélections) et Marko Kristal (143 sélections).

### Vie personnelle
Mart Poom est marié à Lissel (née en 1975) et a deux fils : Markus (né en 1999) et Andreas (né en 2003).

## Carrière
- 1992-1994 (décembre) : FC Flora Tallinn ( Estonie)
- 1993-1994 : FC Wil ( Suisse)
- 1994-1996 (décembre) : Portsmouth ( Angleterre)
- 1995-1996 : FC Flora Tallinn ( Estonie)
- 1996-1997 (octobre) : Portsmouth ( Angleterre)
- 1996-1997 (mars) : FC Flora Tallinn ( Estonie)
- 1996-2003 (décembre) : Derby County ( Angleterre) 166 matches
- 2002-2006 (janvier) : Sunderland ( Angleterre) 68 matches et 1 but
- 2006-2007 : Arsenal ( Angleterre) 2 matches
- 2007-2009 : Watford ( Angleterre) 19 matches[4]

## Palmarès

### Sunderland
- Champion d'Angleterre de D2 (FL Championship) en 2005

### Arsenal
- Finaliste de la Carling Cup en 2007

### Flora Tallinn
- Vice-champion d'Estonie en 1993, 1995 et 1997

## Distinctions individuelles
- Élu footballeur estonien de l'année en 1993, 1994, 1997, 1998, 2000 et 2003
- Trophée Jack Stamps (meilleur joueur de Derby County désigné par les supporters) pour la saison 1999-2000
- Ordre de l'Étoile blanche d'Estonie de 4e classe, 2010